# الخورایباه
ال-خورایباه یک منطقهٔ مسکونی در یمن است که در استان حضرموت واقع شده‌است.